# Route 855 (Nouveau-Brunswick)
Pour les articles homonymes, voir Route 855.
La route 855 est une route locale du Nouveau-Brunswick, située dans le sud de la province. Elle traverse une région plus ou moins boisée. De plus, elle mesure 9 kilomètres, et est pavée sur toute sa longueur. 

## Tracé
La 855 débute sur la route 121 à Bloomfield, entre Hampton et Norton. Elle ne fait que se diriger vers le nord pendant 9 kilomètres, pour se terminer sur la route 124, à Midland.
La 855 sert de lien entre Hampton et Springfield.

## Intersections principales
| route 855      |            |    |                                         |                          |
| Comté          | Location   | km | Intersection/Destinations               | Notes                    |
| Comté de Kings | Bloomfield | 0  | R-121, Hampton, Norton, Sussex          | extrémité sud de la 855  |
| Comté de Kings | Midland    | ~3 | chemin Dickie Mountain, Dickie Mountain |                          |
| Comté de Kings | Midland    | ~7 | chemin Upper Midland, Lower Midland     |                          |
| Comté de Kings | Midland    | 9  | R-124, Springfield, Cambridge-Narrows   | extrémité nord de la 855 |